# Confine tra Afghanistan e Uzbekistan
Il confine tra l'Afghanistan e l'Uzbekistan descrive la linea di demarcazione tra questi due Stati. Ha una lunghezza di 144 km e va dalla triplice frontiera con il Turkmenistan fino a quella con il Tagikistan lungo il fiume Amu Darya. Si tratta di gran lunga del confine più breve del Paese uzbeko.

## Descrizione
Il confine segue il corso dell'Amu Darya dalla triplice frontiera con il Turkmenistan a ovest a quella con il Tagikistan a est. La demarcazione è seguita sul lato uzbeko da una tratta stradale e da una ferroviaria, con un importante snodo per la città uzbeka Termez.

## Storia
Il confine fu ereditato dalla vecchia demarcazione tra Unione Sovietica (Repubblica Socialista Sovietica Uzbeka) e Afghanistan, la cui forma attuale deriva in gran parte dalla schermaglia anglo-russa del XIX secolo in Asia centrale, nota come Grande gioco. Con l'Impero russo che aveva conquistato il Khanato di Khiva e l'Emirato di Bukhara, e con l'Impero britannico che controllava le terre anglo-indiane, le due potenze accettarono di non avventurarsi nell'Afghanistan, lasciandolo come Stato cuscinetto indipendente tra di loro.
Nel 1873, la Gran Bretagna e la Russia si accordarono per identificare un confine stabile: il corso dell'Amu Darya avrebbe identificato la demarcazione nella zona orientale partendo dal villaggio di Khwaja Salar sul Lago Zorku e terminando con il Corridoio del Wakhan. La sezione occidentale del confine (cioè la maggior parte del moderno confine afghano-turkmeno) doveva essere determinata in un secondo momento da una commissione congiunta.
Le tensioni aumentarono nel momento in cui i russi occuparono una maggiore porzione di quello che oggi è il Turkmenistan nei primi anni del 1880, innescando una crisi passata alla storia con io nome di incidente di Panjdeh (nei pressi di Sandykachi, attuale Turkmenistan), una regione rivendicata dall'Afghanistan. I negoziati diplomatici, fortunatamente, calmarono i dissidi e una commissione di confine anglo-russa statuì la demarcazione ancora odierna nel periodo 1885-88. Poiché il villaggio di Khwaja Salar non poteva più essere oggetto di discussione per via delle vicende storiche appena accadute, fu concordato che il confine dovesse interessare l'Amu Darya nelle vicinanze di Khamiab, in Afghanistan.
La parte più orientale della demarcazione, che ora fa parte del confine afghano-tagico, non fu delimitata se non tra il 1893 e il 1895, biennio culminato con la scelta effettuata dagli afghani rinunciare a qualsiasi rivendicazione a nord dell'Amu Darya. Questo accordo stabilì anche la posizione del confine terrestre nella parte est del lago Zorkul fino alla Cina, con una serie di cippi dislocati nei mesi successivi all'intesa.
Nel 1921 fu firmato un trattato sovietico-afghano in base al quale la Russia accettava di «»cedere all'Afghanistan i distretti di frontiera che appartenevano a quest'ultimo Stato nel secolo precedente, osservando i principi di giustizia e autodeterminazione dei popoli che vivono in loco». Il documento non fu mai attuato, ma fu anzi esplicitamente annullato dall'accordo di frontiera del 1946, che osservava il principio giuridico rebus sic stantibus, con le isole fluviali che sarebbero state successivamente assegnate da una commissione congiunta.
Nel 1979 le truppe sovietiche della 40ª armata attraversarono il confine da Termez dando il via all'invasione sovietica dell'Afghanistan e spostando una serie di plotoni verso Mazar-i Sharif e Kabul.

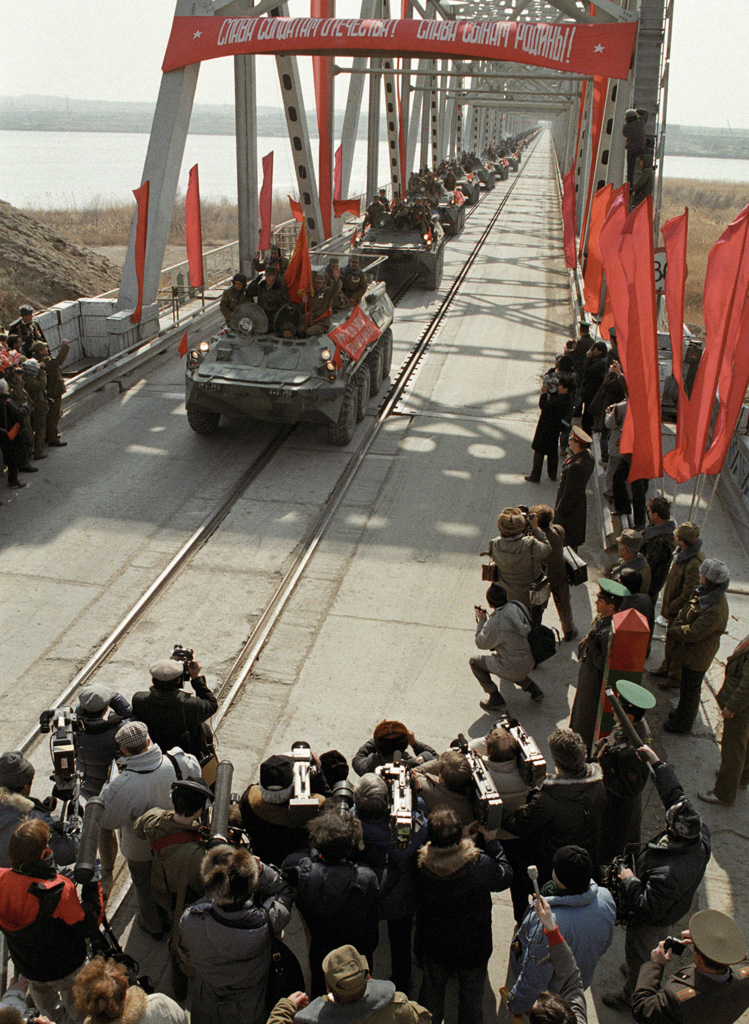
Le truppe sovietiche attraversano l'Amu Darya nel 1989

Successivamente fu eretto il Ponte dell'Amicizia, inaugurato ufficialmente nel 1982. Per via della sua importanza strategica, divenne un bersaglio dell'insurrezione dei Mujaheddin. L'esercito sovietico eseguì il ritiro dall'Afghanistan attraversando il ponte nel 1989.
Il ponte è stato chiuso dal 1997 al 2001 a causa dei timori uzbeki per l'insurrezione talebana, per poi essere riaperto e consentire gli aiuti a seguito della loro caduta nel 2001. Ad oggi, rimane l'unico valico di frontiera stradale tra Uzbekistan e Afghanistan.

## Valichi di frontiera
- Hairatan (AFG) - Termez (UZB) (stradale e ferroviario)[8]

## Insediamenti nei pressi del confine

### Afghanistan
- Dali
- Kaldar
- Hairatan

### Uzbekistan
- Termez